# Jia Dao
Jia Dao (kinesiskt namn: förenklade tecken 贾岛, traditionella tecken 賈島, pinyin Jiǎ Dǎo, Wade-Giles: Chia3 Tao3), född 779, död 843, kinesisk poet. Jia var i sin ungdom chanbuddhistisk (zenbuddhistisk) munk, men han lämnade klosterlivet bland annat för att ägna sig åt att skriva poesi. Som de flesta poeter lämnade han jordelivet utfattig på världsliga ägodelar, men han efterlämnade ett stort antal poem som uppskattas ännu mer än tusen år efter hans död. Hans dikter har tolkats till engelska av Mike O'Connor och ett urval finns tolkade till svenska av Bo Ranman i samlingen Gryningens och skymningens färger (2006).